# Tbilísskaia
Tbilísskaia - Тбилисская (rus) és una stanitsa del krai de Krasnodar, a Rússia. Es troba a les terres baixes del Kuban-Azov, a la vora dreta del Kuban, davant de Severín. És a 102 km al nord-est de Krasnodar, la capital del territori.
Pertanyen a aquesta stanitsa els possiolki de Pervomaiski, Vostotxni, Gorski, Mirni, Oktiabrski, i els khútors de Severín i Ternovi.

## Història
Entre el 1788 i el 1791 s'hi construí el reducte Tifliski per al regiment homònim (ocupat només a l'estiu), que donaria origen a l'stanitsa futura. L'stanitsa fou fundada el 1802 com a part de la línia defensiva del Caucas amb 181 famílies de cosacs emigrants de Iekaterinoslav. Fou designat ataman de l'stanitsa el iessaül Andrei Gretxiaixkin. En el seu origen tenia el propòsit d'assegurar les terres del Kuban davant de la població de les muntanyes. Amb el pas del segle xix va perdre aquesta funció defensiva i va adquirir caràcter de centre agrícola de la regió. Fins al 1920 pertanyia a l'otdel de Kavkàzskaia de la província de Kuban.
El 1934 fou designada centre administratiu del raion homònim, acabat de fundar. El 1936, amb l'adopció en rus de la forma georgiana del nom de la ciutat de Tbilisi, el seu nom canvià pel de Tbilísskaia. Durant la Segona Guerra Mundial fou ocupada per la Wehrmacht de l'Alemanya Nazi el 6 d'agost del 1942 durant l'operació Fall Blau, i alliberada per l'Exèrcit Roig de la Unió Soviètica el 29 de gener del 1943.

## Demografia
| 1959   | 1970   | 1979   | 1989   | 2002   | 2010   |
| ------ | ------ | ------ | ------ | ------ | ------ |
| 10 229 | 17 338 | 18 894 | 21 880 | 24 134 | 25 317 |